# Ekstensja
Ekstensja pewnego słowa, wyrażenia czy innego symbolu to rzecz, do której symbol ten odsyła. Ekstensja termu to obiekt, do którego ten term się odnosi. Ekstensją predykatu jest zbiór rzeczy, do których odnosi się ten predykat. Ekstensją zdania w sensie logicznym jest – np. wg Carnapa – jego wartość logiczna. W ujęciu pojęcia prawdy wg Tarskiego dla zinterpretowanych języków pierwszego rzędu, ekstensją zdania fałszywego jest zbiór pusty, a zdania prawdziwego jest zbiór wszystkich ciągów przedmiotów, których nazwy można wstawiać za zmienne w tym języku. Np. ekstensją termu „Marilyn Monroe” jest Marilyn Monroe. Ekstensją predykatu „bycie wierzbą płaczącą” są wszystkie wierzby płaczące.
W przypadku wyrażeń o charakterze nazwowym, termin ekstensja używany jest synonimicznie z terminem denotacja.